# Gippslandia estuarina
Gippslandia estuarina is een eenoogkreeftjessoort uit de familie van de Centropagidae. De wetenschappelijke naam van de soort is voor het eerst geldig gepubliceerd in 1969 door Bayly & Arnott.